# Gummitræ
Gummitræet (Hevea brasiliensis) er et træ i Vortemælk-familien (Euphorbiaceae). Fra et økonomisk synspunkt er træet det vigtigste medlem af Paragummitræ-slægten (Hevea), fordi gummisaften, der udvindes fra træet, er den primære kilde til naturgummi.
| Træ | Spire Denne artikel om træer er en spire som bør udbygges. Du er velkommen til at hjælpe Wikipedia ved at udvide den. |